# The Good Old Boys
The Good Old Boys (bra: Os Bons e Velhos Companheiros) é um telefilme americano de 1995 do gênero faroeste que foi a estreia na direção de Tommy Lee Jones. Jones também atua e é um dos autores do roteiro, que é baseado no livro homônimo de Elmer Kelton.

## Sinopse
Um cowboy em meia idade precisa escolher entre o desejo de continuar livre e a responsabilidade de manter uma família. 

## Elenco
- Tommy Lee Jones - Hewey Calloway
- Terry Kinney - Walter Calloway
- Frances McDormand - Eve Calloway
- Sam Shepard - Snort Yarnell
- Sissy Spacek - Spring Renfro
- Joaquin Jackson - Sheriff Wes Wheeler
- Wilford Brimley - C.C. Tarpley
- Matt Damon - Cotton Calloway
- Walter Olkewicz - Frank (Fat) Gervin
- Blayne Weaver - Tommy Calloway
- Larry Mahan - Blue Hannigan
- Bruce McGill - City Marshall

## Produção
O longa-metragem foi filmado na Alamo Village, Highway 674, Brackettville, Alpine, Del Rio e Fort Davis, cidades do Texas.

## Lançamento
O filme foi lançado nos Estados Unidos na TNT, em 5 de março de 1995.

## Recepção da Crítica
O filme tem a nota média de 6,5 no IMDb.

## Premiações
Sissy Spacek foi indicada para o Emmy de Melhor Atriz Coadjuvante em minissérie ou filme, no 47º Emmy, em 1995, mas perdeu para Judy Davis e Shirley Knight, que dividiram o prêmio.